# 정사이호
정사이호(광둥어: 蔣世豪 Zoeng2 Sai3 hou4, 중국어 정체자: 蔣世豪, 간체자: 蒋世豪, 병음: Jiǎng Shìháo 장스하오[*], 한자음: 장세호, 영어: Cheung Sai Ho, 1975년 8월 27일~2011년 4월 22일)는 홍콩의 전 축구 선수로 포지션은 미드필더이다.

## 구단 경력
정사이호는 홍콩 체육학원 출신이며 1992-93 홍콩 1부 리그 시즌에서 사우스 차이나에 합류했다. 18세 시절에 시즌 막판 2경기에 출전하면서 데뷔했다. 1993년에는 여름 방학을 맞아 영국에서 열린 고시아컵 청소년 축구 대회에서 홍콩 청소년 축구 국가대표팀에 선발되었는데 경기 시작 2.8초 만에 골을 넣어 당시 가장 빠른 골이라는 세계 기록을 세웠다. 정사이호는 1993년에 홍콩 올림픽 위원회가 선정한 홍콩 스포츠 어워드 시상식에서 올해의 청소년 선수 가운데 하나로 선정되는 영예를 안았다.
정사이호는 1993-94 홍콩 1부 리그 시즌에서 1골을 기록했는데 그가 사우스 차이나 시절에 기록한 유일한 골이기도 하다. 1994-95 시즌에서는 15경기에 출전했으나 무득점에 그쳤다. 정사이호는 사우스 차이나의 엄청난 팬덤을 감당하기 어려워 1995년에 프랭크웰로 자리를 옮겼으나 6경기 만에 축구에 대한 불감증으로 인하여 시즌 도중에 조기 은퇴했다. 마카오로 건너간 정사이호는 컴퓨터 사업을 전개하면서 가족과 팬들의 지지를 받았는데 가족들의 격려와 응원을 받으면서 불과 6개월 만에 홍콩으로 돌아오게 된다.
정사이호는 1996년에 해피 밸리로 이적했고 12시즌에 걸쳐 팀의 홍콩 1부 리그 4회 우승, 홍콩 시니어 챌린지 실드 2회 준우승, 홍콩 FA컵 2회 우승, 홍콩 리그컵 1회 우승에 기여했다. 해피 밸리 시절에는 중국 축구 갑급 B리그에 소속되어 있던 축구 클럽인 선전 커젠의 감독을 맡고 있던 왕바오산의 러브콜을 받고 영입 도전장을 내밀었다가 계약 문제로 무산됐다.
정사이호는 2008년 7월 25일에 프로 축구 선수 생활 종료를 선언했다. 정사이호는 짐사저이에 위치한 후푸제에서 지인들과 합작한 술집 사업을 하다가 가라오케(노래방) 사업으로 전환했다. 하지만 2008년에 홍콩 2부 리그에 소속되어 있던 축구 클럽인 윙이에서 아마추어 축구 선수로 활동했고 2010년에는 마카오의 축구 클럽인 람팍으로 자리를 옮겼다.

## 국가대표팀 경력
정사이호는 1990년대부터 2000년대 사이에 홍콩 축구 국가대표팀의 핵심 미드필더 가운데 한 사람으로 여겨졌다. 정사이호는 자신의 국가대표팀 마지막 경기였던 동티모르와의 2010년 FIFA 월드컵 아시아 지역 1차 예선 1·2차전 경기에서 1골, 2도움을 기록했다.

## 가정 생활
정사이호는 19세 시절에 홍콩 체육학원에서 만난 홍콩 배드민턴 국가대표팀 선수로 활동했던 여자와 처음 결혼했으나 장녀(당시 10대)를 낳은 다음에 이혼했다. 2003년에는 홍콩 캐세이드래곤 항공의 항공 승무원으로 근무하던 여자와 결혼하여 1남 1녀(당시 딸은 2세, 아들은 9개월)를 낳았다. 원래는 웡곡에 살다가 틴수이와이에 있던 처가에서 함께 얹혀살았다.

## 자살
정사이호는 2011년 4월 22일 오전 6시(홍콩 현지 시간)에 틴수이와이에 위치한 틴헹 에스테이트 36층 아파트에서 뛰어내려 향년 35세를 일기로 사망했다. 정사이호는 사망 당시에 3명의 자녀를 남겼다. 정사이호가 2번째 부인과 돈이나 감정 때문에 다투었으나 함께 살던 장인이 이 사실을 부인했다는 보도도 있다. 또한 정사이호가 아내와 친분이 두터운 사이여서 술김에 추락한 것으로 추정된다.
4월 23일 오전 11시쯤에 정사이호의 유족과 동료 약 80명이 노제를 지냈고 사틴에 위치한 납골당인 포쿡산에서 그의 유해를 수습했다. 정사이호의 아내는 보도와 루머에 대해 부정적으로 말하면서도 정사이호가 아내와 친분이 있었고 다툼이 없었음을 강조하며 돈에 대한 압박을 부정했다. 정사이호의 형의 증언에 따르면 정사이호는 생전에 술집 2곳을 소유하고 있었으며 완차이의 한 집에서 한 달에 10,000 홍콩 달러를 벌었고 짐사저이의 술집에서도 배당금을 받을 정도로 경제가 안정되어 있었다고 한다. 정사이호가 정신 장애가 있었던 데다가 술에 취해서 일시적으로 기분이 가라앉은 다음에 투신자살했을 가능성도 제기되었다. 정사이호의 은사였던 라이순청은 정사이호가 세상을 떠난 뒤에 자신의 아들이 의기소침해졌다며 더 이상 울음을 삼갔지만 여태껏 속마음을 털어놓지 않았다고 한다.

## 수상

### 클럽
해피 밸리
- 홍콩 1부 리그 4회 우승 (1999년, 2001년, 2003년, 2006년)
- 홍콩 시니어 챌린지 실드 2회 준우승 (1997-98년, 2003-04년)
- 홍콩 FA컵 2회 우승 (1999-2000년, 2003-04년)
- 홍콩 리그컵 1회 우승 (2000-01년)

### 개인
- 홍콩 톱 풋볼러 어워드 베스트 5회 선정 (1999-2000 시즌, 2000-01 시즌, 2003-04 시즌, 2004-05 시즌, 2005-06 시즌)
- 1993년 홍콩 스포츠 어워드 올해의 청소년 선수 선정